# A.F.Th. van der Heijden
Adrianus Franciscus Theodorus "Adri" van der Heijden, conosciuto come A.F.Th. van der Heijden o semplicemente come A.F.Th. o sotto lo pseudonimo di Patrizio Canaponi (Geldrop, 15 ottobre 1951), è uno scrittore olandese, considerato uno dei principali autori olandesi del secondo dopoguerra.
Tra le sue opere principali, figurano quello che si inseriscono all'interno del ciclo "De tandeloze tijd" e del ciclo " Homo duplex ".
È sposato con la collega Mirjam Rotenstreich.

## Opere (lista parziale)
- Een gondel in de Herengracht (1978)
- De draaideur (1979)
- De slag om de Blauwbrug De tandeloze tijd Prologo (1983)
- Vallende ouders De tandeloze tijd Volume 1
- De gevarendriehoek De tandeloze tijd Volume 2 (1985)
- De sandwich (1986)
- Het leven uit een dag (1988)
- Advocaat van de Hanen De tandeloze tijd Volume 4 (1990)
- Weerborstels De tandeloze tijd Intermezzo (1992)
- Asbestemming. Een requiem (1994)
- Het Hof van Barmhartigheid De tandeloze tijd Volume 3 Libro 1 (1996)
- Onder het plaveisel het moeras De tandeloze tijd Volume 3 Libro 2 (1996)
- De Movo tapes Homo duplex Volume 0 (2003)
- Engelenplaque (2003)
- Drijfzand koloniseren Homo duplex (2006)
- Het schervengericht Homo duplex (2007)
- Mim (2007)
- Gentse lente (2008)
- Doodverf (2009)
- Tonio (2011)
- Uitverkoren (2014)

## Premi (lista parziale)
- 2007: Premio letterario AKO per Het schervengericht[3]
- 2012: Constantijn Huygensprijs[3]
- 2013: Premio P.C. Hooft per l'intera opera[3]